# Pegomya bruchi
Pegomya bruchi är en tvåvingeart som först beskrevs av Shannon och Ponte 1926.  Pegomya bruchi ingår i släktet Pegomya och familjen blomsterflugor. Inga underarter finns listade i Catalogue of Life.